# United Tasmania Group
United Tasmania Group (UTG) räknas som världens första gröna parti. Partiet grundades den 23 mars 1972. Partiets förste ledare blev Dr Richard Jones och partiet höll ihop i fem år, samt återformerades under en period runt 1990 i samband med de federala valen. De flesta av de ursprungliga kandidaterna, inklusive Bob Brown gick med i Tasmanian Greens, ett parti som fick betydligt större framgång, samt på den nationella nivån även partiet Australian Greens.